# Philippe Louis Ortalle
Philippe Louis Ortalle, né le 27 mars 1757 à Tournai (Belgique) et mort le 17 octobre 1815 au château de Mortagne-du-Nord (Nord),, est un législateur français, député au Conseil des Cinq-Cents puis au Corps législatif de l'an VIII à 1803.

## Biographie
Il fut élu, le 23 germinal au VII, député du département de Jemmapes au Conseil des Cinq-Cents.
Il ne se montra pas hostile au coup d'État de Bonaparte et fut admis, le 4 novembre an VIII par le Sénat conservateur, à représenter jusqu'en 1803 le même département au Corps législatif.
Ortalle fut ensuite secrétaire en chef du parquet près la Cour de cassation et était propriétaire du château de Mortagne-du-Nord.

## Mandats
- 12/04/1799 - 26/12/1799 : départements de l'Empire français aujourd'hui en Belgique
- 25/12/1799 - 04/06/1803 : départements de l'Empire français aujourd'hui en Belgique